# Ice resurfacer

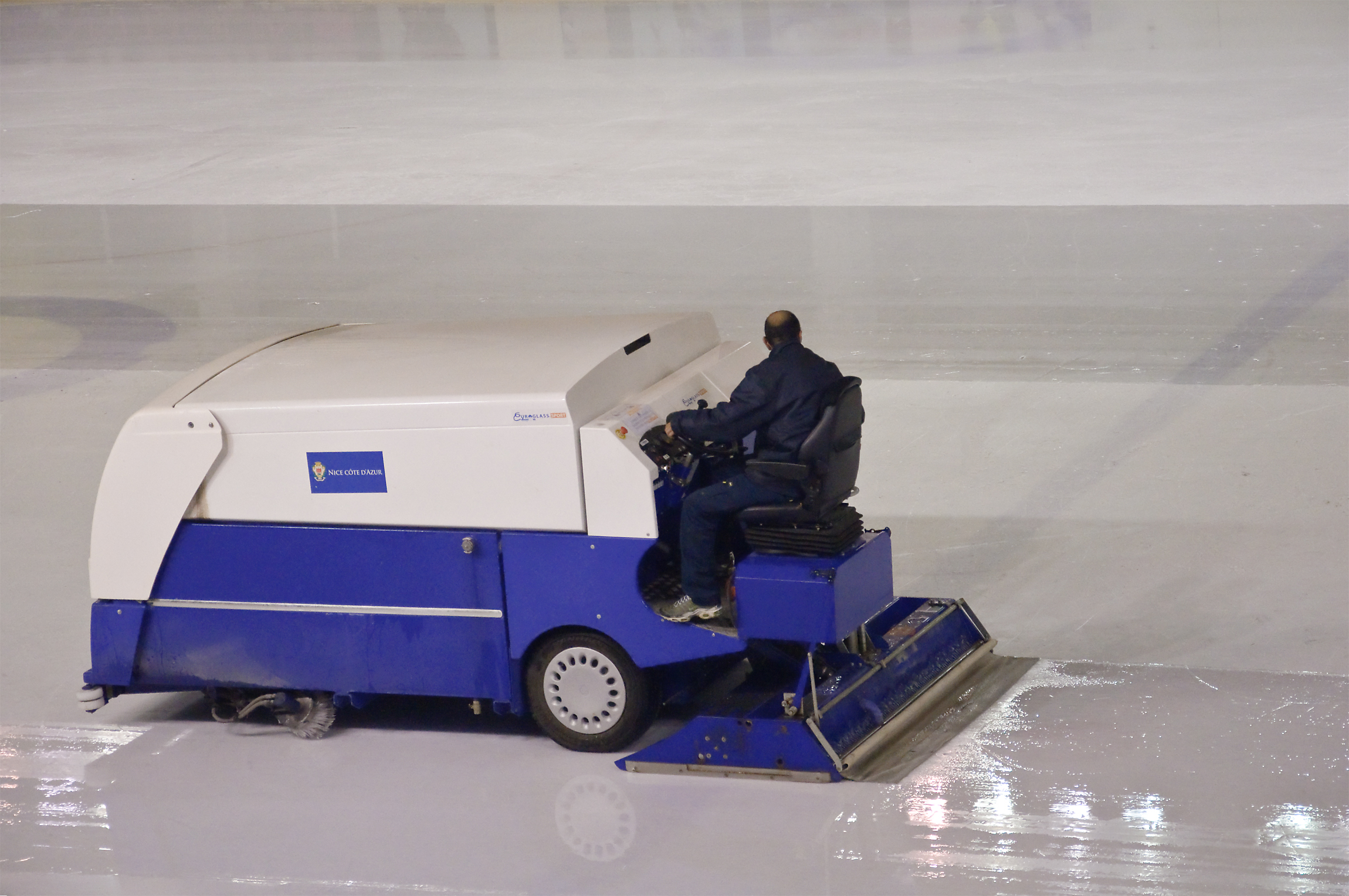
Um Nivelador de Gelo a atuar.

Um Nivelador de Gelo é um veículo que pole e limpa uma capa de gelo, em geral em uma pista de patinação.
O primeiro foi desenvolvido por Frank Zamboni em 1949 em Paramount, California.
Em português, um "Ice resurfacer" chama-se Nivelador de Gelo